# Черньяго
Черньяго (итал. Cergnago) — коммуна в Италии, располагается в регионе Ломбардия, в провинции Павия.
Население составляет 764 человека (2008 г.), плотность населения составляет 56 чел./км². Занимает площадь 14 км². Почтовый индекс — 27020. Телефонный код — 0384.
Покровительницей коммуны почитается святая равноапостольная императрица Елена, празднование 18 августа.

## Демография
Динамика населения:

## Администрация коммуны
- Официальный сайт: